# Nombre de Biot
El nombre de Biot (Bi) és un nombre adimensional que s'utilitza en càlculs de transferència de calor en estat no estacionari o transitori. Deu el seu nom al físic francès Jean-Baptiste Biot (1774-1862), i dona un índex simple de la relació entre les resistències de transferència de calor a l'interior i a la superfície d'un cos. Aquesta relació determina si les temperatures dins d'un cos variaran significativament a l'espai, mentre que el cos s'escalfa o es refreda al llarg del temps, a partir d'un gradient tèrmic aplicat a la seva superfície.
En general, els problemes que impliquen petits nombres de biot (molt més petit que 1) són tèrmics senzills, a causa de camps de temperatura uniforme dins del cos. Els nombres de biot molt més grans que 1 mostren problemes més difícils a causa de la no uniformitat dels camps de temperatura dins de l'objecte. No s'ha de confondre amb el nombre de Nusselt, que empra la conductivitat tèrmica del fluid i, per tant, és una mesura comparativa de conducció i convecció del fluid.
El número de Biot té una varietat d'aplicacions, incloent la transferència de calor transitòria i l'ús en càlculs de transferència de calor en superfícies esteses.

## Definició
El nombre de Biot es defineix com:
{\displaystyle \mathrm {Bi} ={\frac {L_{C}h}{\ k}}}
on:
- h = coeficient de pel·lícula o coeficient de transferència de calor convectiva
- LC = longitud característica, normalment definida com el volum del cos dividit per la seva superfície, de la forma {\displaystyle {\mathit {L_{C}}}={\frac {V_{\mathrm {cos} }}{A_{\mathrm {superficie} }}}}
- kb = conductivitat tèrmica del cos

El significat físic del nombre de Biot es pot comprendre imaginant el flux de calor d'una petita esfera calenta de metall submergida de sobte en una piscina, en un líquid circumdant. El flux de calor experimenta dues resistències: la primera dins del metall sòlid (que està influenciat tant per la grandària com per la composició de l'esfera), i la segona en la superfície de l'esfera. Si la resistència tèrmica de la interfície fluid/esfera supera la resistència tèrmica que ofereix l'interior de l'esfera metàl·lica, el nombre de Biot serà inferior a 1. Per a sistemes on és molt menor que 1, es pot presumir que l'interior de l'esfera sempre té la mateixa temperatura, tot i que aquesta temperatura pot estar canviant, ja que la calor passa a l'esfera des de la superfície. L'equació per descriure aquest canvi en la temperatura (relativament uniforme) dins de l'objecte, és un simple exponencial descrita en la llei de refredament de Newton.
En canvi, l'esfera metàl·lica pot ser gran, fent que la longitud característica augmenti fins al punt que el nombre de Biot sigui més gran que 1. Ara, els gradients tèrmics dins de l'esfera esdevenen importants, tot i que el material de l'esfera sigui un bon conductor. De manera equivalent, si l'esfera està formada per un material aïllant tèrmic (poc conductor), com la fusta o l'escuma de poliestirè, la resistència interior al flux de calor superarà la del límit fluid/esfera, fins i tot amb una esfera molt més petita. En aquest cas, de nou, el nombre de Biot serà superior a 1.

## Aplicacions
Els valors del nombre de Biot inferiors a 0,1 impliquen que la conducció de calor a l'interior del cos és molt més ràpida que la convecció de calor fora de la seva superfície, i els gradients de temperatura són insignificants dins d'ella. Això pot indicar l'aplicabilitat (o inaplicabilitat) de certs mètodes de resolució de problemes transitoris de transferència de calor. Per exemple, un nombre de Biot menor que 0,1 típicament indica que hi haurà menys d'un 5% d'error quan es prengui un model de transferència de calor transitori (també anomenat anàlisi del sistema). Normalment, aquest tipus d'anàlisi condueix a un comportament exponencial o de refredament exponencial (refredament o escalfament «newtonià»), ja que la quantitat d'energia tèrmica (quantitat de «calor») en el cos és directament proporcional a la seva temperatura, que al seu torn determina la taxa de transferència de calor a dins o fora d'ella. Això condueix a una simple equació diferencial de primer ordre que descriu la transferència de calor en aquests sistemes.
Tenir un nombre de Biot menor que 0,1 etiqueta a una substància com «tèrmicament prima», i la temperatura es pot considerar constant al llarg del volum del material. El contrari també és cert: un nombre de Biot superior a 0,1 (una substància «tèrmicament gruixuda») indica que no es pot fer aquesta hipòtesi, i calen equacions de transferència de calor més complicades per a la «conducció transitòria de calor» per descriure el temps que varia i el camp de temperatura no-espacial uniforme dins del cos del material. Els mètodes analítics per al maneig d'aquests problemes, que poden existir per a formes geomètriques simples i conductivitat tèrmica de material uniforme, es descriuen a l'article sobre l'equació de la calor. Estan disponibles exemples de solucions analítiques verificades juntament amb valors numèrics precisos. Sovint, aquests problemes són massa difícils de fer, excepte en forma numèrica, amb l'ús d'un model informàtic de transferència de calor.
Juntament amb el nombre de Fourier, el nombre de Biot es pot utilitzar en problemes de conducció transitòria en una solució de paràmetres compostos, que es pot escriure com,
{\displaystyle {T-T_{\infty } \over T_{0}-T_{\infty }}=e^{\mathrm {-BiFo} }}

## Anàleg en la transferència de massa
Una versió anàloga del nombre de Bi (anomenada normalment "el Bi de la transferència de massa", o {\displaystyle \mathrm {Bi} _{m}}) és també emprat en processos de difusió de massa:
{\displaystyle \mathrm {Bi} _{m}={\frac {h_{m}L_{C}}{D_{AB}}}}
on:
- hm = coeficient de transferència de massa
- LC = longitud característica
- DAB = difusivitat màssica.